# Road Race Showcase 2023
Navigation
Édition précédente Édition suivante
La 56e édition du Road America 500 2023 (officiellement appelé le 2023 IMSA SportsCar Weekend) a été une course de voitures de sport organisée sur le circuit de Road America au Wisconsin, aux États-Unis, qui s'est déroulée du 3 août 2023 au 6 août 2023. Il s'agissait de la huitième manche du championnat WeatherTech SportsCar Championship 2023 et toutes les catégories de voitures du championnat ont participé à la course.

## Course

### Classement de la course
Voici le classement officiel au terme de la course.
- Les vainqueurs de chaque catégorie sont signalés par un fond jauni.

| Pos     | Classe  | no | Écurie                                      | Pilotes                                 | Châssis                                 | Tours | Temps                           |
| ------- | ------- | -- | ------------------------------------------- | --------------------------------------- | --------------------------------------- | ----- | ------------------------------- |
| Pos     | Classe  | no | Écurie                                      | Pilotes                                 | Moteur                                  | Tours | Temps                           |
| 1       | GTP     | 7  | Porsche Team Penske                         | Matt Campbell Felipe Nasr               | Porsche 963                             | 80    | 2 h 41 min 23 s 753             |
| 1       | GTP     | 7  | Porsche Team Penske                         | Matt Campbell Felipe Nasr               | Porsche 9RD 4,6 L V8 Turbo              | 80    | 2 h 41 min 23 s 753             |
| 2       | GTP     | 60 | Meyer Shank Racing avec Curb-Agajanian      | Tom Blomqvist Colin Braun               | Acura ARX-06                            | 80    | + 4 s 635                       |
| 2       | GTP     | 60 | Meyer Shank Racing avec Curb-Agajanian      | Tom Blomqvist Colin Braun               | Acura AR24e 2,4 L V6 Turbo              | 80    | + 4 s 635                       |
| 3       | GTP     | 10 | Konica Minolta Acura ARX-06                 | Filipe Albuquerque Ricky Taylor         | Acura ARX-06                            | 80    | + 35 s 135                      |
| 3       | GTP     | 10 | Konica Minolta Acura ARX-06                 | Filipe Albuquerque Ricky Taylor         | Acura AR24e 2,4 L V6 Turbo              | 80    | + 35 s 135                      |
| 4       | GTP     | 01 | Cadillac Racing                             | Sébastien Bourdais Renger van der Zande | Cadillac V-Series.R                     | 80    | + 47 s 321                      |
| 4       | GTP     | 01 | Cadillac Racing                             | Sébastien Bourdais Renger van der Zande | Cadillac LMC55R 5,5 L V8 Atmo           | 80    | + 47 s 321                      |
| 5       | GTP     | 5  | JDC Miller Motorsports                      | Mike Rockenfeller Tijmen van der Helm   | Porsche 963                             | 80    | + 1 min 18 s 147                |
| 5       | GTP     | 5  | JDC Miller Motorsports                      | Mike Rockenfeller Tijmen van der Helm   | Porsche 9RD 4,6 L V8 Turbo              | 80    | + 1 min 18 s 147                |
| 6       | GTP     | 31 | Whelen Engineering Racing                   | Pipo Derani Alexander Sims              | Cadillac V-Series.R                     | 80    | + 1 min 35 s 777                |
| 6       | GTP     | 31 | Whelen Engineering Racing                   | Pipo Derani Alexander Sims              | Cadillac LMC55R 5,5 L V8 Atmo           | 80    | + 1 min 35 s 777                |
| 7       | GTP     | 6  | Porsche Team Penske                         | Mathieu Jaminet Nick Tandy              | Porsche 963                             | 80    | + 1 min 45 s 321                |
| 7       | GTP     | 6  | Porsche Team Penske                         | Mathieu Jaminet Nick Tandy              | Porsche 9RD 4,6 L V8 Turbo              | 80    | + 1 min 45 s 321                |
| 8       | GTP     | 59 | Proton Competition                          | Gianmaria Bruni Harry Tincknell         | Porsche 963                             | 80    | + 1 min 47 s 489                |
| 8       | GTP     | 59 | Proton Competition                          | Gianmaria Bruni Harry Tincknell         | Porsche 9RD 4,6 L V8 Turbo              | 80    | + 1 min 47 s 489                |
| 9       | LMP2    | 52 | PR1/Mathiasen Motorsports                   | Paul-Loup Chatin Ben Keating            | Oreca 07                                | 77    | + 3 tours                       |
| 9       | LMP2    | 52 | PR1/Mathiasen Motorsports                   | Paul-Loup Chatin Ben Keating            | Gibson GK428 4,2 L V8 Atmo              | 77    | + 3 tours                       |
| 10      | LMP2    | 35 | TDS Racing                                  | Giedo van der Garde John Falb           | Oreca 07                                | 77    | + 3 tours                       |
| 10      | LMP2    | 35 | TDS Racing                                  | Giedo van der Garde John Falb           | Gibson GK428 4,2 L V8 Atmo              | 77    | + 3 tours                       |
| 11      | LMP2    | 11 | TDS Racing                                  | Mikkel Jensen Steven Thomas             | Oreca 07                                | 77    | + 3 tours                       |
| 11      | LMP2    | 11 | TDS Racing                                  | Mikkel Jensen Steven Thomas             | Gibson GK428 4,2 L V8 Atmo              | 77    | + 3 tours                       |
| 12      | LMP2    | 8  | Tower Motorsports                           | Louis Delétraz Rodrigo Sales            | Oreca 07                                | 77    | + 3 tours                       |
| 12      | LMP2    | 8  | Tower Motorsports                           | Louis Delétraz Rodrigo Sales            | Gibson GK428 4,2 L V8 Atmo              | 77    | + 3 tours                       |
| 13      | LMP2    | 20 | High Class Racing                           | Dennis Andersen Ed Jones                | Oreca 07                                | 77    | + 3 tours                       |
| 13      | LMP2    | 20 | High Class Racing                           | Dennis Andersen Ed Jones                | Gibson GK428 4,2 L V8 Atmo              | 77    | + 3 tours                       |
| 14      | LMP2    | 18 | Era Motorsport                              | Ryan Dalziel Dwight Merriman            | Oreca 07                                | 76    | + 4 tours                       |
| 14      | LMP2    | 18 | Era Motorsport                              | Ryan Dalziel Dwight Merriman            | Gibson GK428 4,2 L V8 Atmo              | 76    | + 4 tours                       |
| 15      | LMP2    | 04 | Crowdstrike Racing by APR                   | George Kurtz Ben Hanley                 | Oreca 07                                | 76    | + 4 tours                       |
| 15      | LMP2    | 04 | Crowdstrike Racing by APR                   | George Kurtz Ben Hanley                 | Gibson GK428 4,2 L V8 Atmo              | 76    | + 4 tours                       |
| 16      | LMP3    | 74 | Riley                                       | Gar Robinson Josh Burdon (en)           | Ligier JS P320                          | 75    | + 5 tours                       |
| 16      | LMP3    | 74 | Riley                                       | Gar Robinson Josh Burdon (en)           | Nissan VK56DE 5,6 L V8 Atmo             | 75    | + 5 tours                       |
| 17      | LMP3    | 33 | Sean Creech Motorsport                      | João Barbosa Nico Pino                  | Ligier JS P320                          | 75    | + 5 tours                       |
| 17      | LMP3    | 33 | Sean Creech Motorsport                      | João Barbosa Nico Pino                  | Nissan VK56DE 5,6 L V8 Atmo             | 75    | + 5 tours                       |
| 18      | LMP3    | 13 | AWA                                         | Matt Bell Orey Fidani                   | Duqueine D08                            | 75    | + 5 tours                       |
| 18      | LMP3    | 13 | AWA                                         | Matt Bell Orey Fidani                   | Nissan VK56DE 5,6 L V8 Atmo             | 75    | + 5 tours                       |
| 19      | LMP3    | 30 | Jr III Racing                               | Ari Balogh Garett Grist                 | Ligier JS P320                          | 75    | + 5 tours                       |
| 19      | LMP3    | 30 | Jr III Racing                               | Ari Balogh Garett Grist                 | Nissan VK56DE 5,6 L V8 Atmo             | 75    | + 5 tours                       |
| 20      | LMP3    | 17 | AWA                                         | Wayne Boyd Anthony Mantella             | Duqueine D08                            | 74    | + 6 tours                       |
| 20      | LMP3    | 17 | AWA                                         | Wayne Boyd Anthony Mantella             | Nissan VK56DE 5,6 L V8 Atmo             | 74    | + 6 tours                       |
| 21      | GTD Pro | 23 | Heart of Racing Team                        | Ross Gunn (en) Alex Riberas             | Aston Martin Vantage AMR GT3            | 73    | + 7 tours                       |
| 21      | GTD Pro | 23 | Heart of Racing Team                        | Ross Gunn (en) Alex Riberas             | Aston Martin 4,0 L V8 Turbo             | 73    | + 7 tours                       |
| 22      | LMP3    | 4  | Ave Motorsports                             | Seth Lucas Tõnis Kasemets               | Ligier JS P320                          | 72    | + 8 tours                       |
| 22      | LMP3    | 4  | Ave Motorsports                             | Seth Lucas Tõnis Kasemets               | Nissan VK56DE 5,6 L V8 Atmo             | 72    | + 8 tours                       |
| 23      | GTD     | 1  | Paul Miller Racing                          | Bryan Sellers Madison Snow              | BMW M4 GT3                              | 72    | + 8 tours                       |
| 23      | GTD     | 1  | Paul Miller Racing                          | Bryan Sellers Madison Snow              | BMW S58B30T0 3,0 L i6 M TwinPower Turbo | 72    | + 8 tours                       |
| 24      | GTD     | 70 | Inception Racing                            | Brendan Iribe Frederik Schandorff       | McLaren 720S GT3 Evo                    | 72    | + 8 tours                       |
| 24      | GTD     | 70 | Inception Racing                            | Brendan Iribe Frederik Schandorff       | McLaren M840T 4,0 l V8 Bi-Turbo         | 72    | + 8 tours                       |
| 25      | LMP3    | 85 | JDC Miller Motorsports                      | Gerry Kraut Scott Andrews               | Duqueine D08                            | 72    | + 8 tours                       |
| 25      | LMP3    | 85 | JDC Miller Motorsports                      | Gerry Kraut Scott Andrews               | Nissan VK56DE 5,6 L V8 Atmo             | 72    | + 8 tours                       |
| 26      | GTD Pro | 14 | Vasser Sullivan                             | Ben Barnicoat Jack Hawksworth           | Lexus RC F GT3                          | 72    | + 8 tours                       |
| 26      | GTD Pro | 14 | Vasser Sullivan                             | Ben Barnicoat Jack Hawksworth           | Toyota 2UR 5,0 L V8 Atmo                | 72    | + 8 tours                       |
| 27      | GTD Pro | 3  | Corvette Racing                             | Antonio García Jordan Taylor            | Chevrolet Corvette C8.R GTD             | 72    | + 8 tours                       |
| 27      | GTD Pro | 3  | Corvette Racing                             | Antonio García Jordan Taylor            | Chevrolet 5,5 L V8 Atmo                 | 72    | + 8 tours                       |
| 28      | GTD Pro | 9  | Pfaff Motorsports                           | Klaus Bachler Patrick Pilet             | Porsche 911 GT3 R                       | 72    | + 8 tours                       |
| 28      | GTD Pro | 9  | Pfaff Motorsports                           | Klaus Bachler Patrick Pilet             | Porsche 4,2 L Flat Six Atmo             | 72    | + 8 tours                       |
| 29      | GTD     | 32 | Team Korthoff Motorsports                   | Mikaël Grenier Mike Skeen (en)          | Mercedes-AMG GT3 Evo                    | 72    | + 8 tours                       |
| 29      | GTD     | 32 | Team Korthoff Motorsports                   | Mikaël Grenier Mike Skeen (en)          | Mercedes-Benz M159 6,2 L V8 Atmo        | 72    | + 8 tours                       |
| 30      | GTD     | 78 | Forte Racing Powered by US RaceTronics (en) | Misha Goikhberg Loris Spinelli (pl)     | Lamborghini Huracán GT3 Evo 2           | 72    | + 8 tours                       |
| 30      | GTD     | 78 | Forte Racing Powered by US RaceTronics (en) | Misha Goikhberg Loris Spinelli (pl)     | Lamborghini 5,2 L V10 Atmo              | 72    | + 8 tours                       |
| 31      | GTD     | 12 | Vasser Sullivan                             | Frankie Montecalvo Aaron Telitz         | Lexus RC F GT3                          | 72    | + 8 tours                       |
| 31      | GTD     | 12 | Vasser Sullivan                             | Frankie Montecalvo Aaron Telitz         | Toyota 2UR 5,0 L V8 Atmo                | 72    | + 8 tours                       |
| 32      | GTD     | 97 | Turner Motorsport                           | Bill Auberlen Chandler Hull             | BMW M4 GT3                              | 72    | + 8 tours                       |
| 32      | GTD     | 97 | Turner Motorsport                           | Bill Auberlen Chandler Hull             | BMW S58B30T0 3,0 L i6 M TwinPower Turbo | 72    | + 8 tours                       |
| 33      | GTD     | 27 | Heart of Racing Team                        | Roman De Angelis (en) Marco Sørensen    | Aston Martin Vantage AMR GT3            | 72    | + 8 tours                       |
| 33      | GTD     | 27 | Heart of Racing Team                        | Roman De Angelis (en) Marco Sørensen    | Aston Martin 4,0 L V8 Turbo             | 72    | + 8 tours                       |
| 34      | GTD     | 93 | Racers Edge Motorsports avec WTR            | Ashton Harrison Mario Farnbacher        | Acura NSX GT3 Evo22                     | 72    | + 8 tours                       |
| 34      | GTD     | 93 | Racers Edge Motorsports avec WTR            | Ashton Harrison Mario Farnbacher        | Acura 3,5 L V6 Turbo                    | 72    | + 8 tours                       |
| 35      | GTD     | 91 | Kellymoss avec Riley                        | Kay van Berlo Alan Metni (en)           | Porsche 911 GT3 R                       | 72    | + 8 tours                       |
| 35      | GTD     | 91 | Kellymoss avec Riley                        | Kay van Berlo Alan Metni (en)           | Porsche 4,2 L Flat Six Atmo             | 72    | + 8 tours                       |
| 36      | GTD Pro | 79 | WeatherTech Racing                          | Jules Gounon Daniel Juncadella          | Mercedes-AMG GT3 Evo                    | 72    | + 8 tours                       |
| 36      | GTD Pro | 79 | WeatherTech Racing                          | Jules Gounon Daniel Juncadella          | Mercedes-Benz M159 6,2 L V8 Atmo        | 72    | + 8 tours                       |
| 37      | GTD     | 66 | Gradient Racing                             | Katherine Legge Sheena Monk             | Acura NSX GT3 Evo22                     | 72    | + 8 tours                       |
| 37      | GTD     | 66 | Gradient Racing                             | Katherine Legge Sheena Monk             | Acura 3,5 L V6 Turbo                    | 72    | + 8 tours                       |
| 38      | GTD     | 80 | AO Racing Team                              | P.J. Hyett (en) Sebastian Priaulx (en)  | Porsche 911 GT3 R                       | 72    | + 8 tours                       |
| 38      | GTD     | 80 | AO Racing Team                              | P.J. Hyett (en) Sebastian Priaulx (en)  | Porsche 4,2 L Flat Six Atmo             | 72    | + 8 tours                       |
| 39 Abd. | GTD     | 96 | Turner Motorsport                           | Robby Foley Patrick Gallagher (en)      | BMW M4 GT3                              | 71    | Panne d'essence                 |
| 39 Abd. | GTD     | 96 | Turner Motorsport                           | Robby Foley Patrick Gallagher (en)      | BMW S58B30T0 3,0 L i6 M TwinPower Turbo | 71    | Panne d'essence                 |
| 40      | GTD     | 92 | Kellymoss avec Riley                        | David Brule Alec Udell (en)             | Porsche 911 GT3 R                       | 71    | + 9 tours                       |
| 40      | GTD     | 92 | Kellymoss avec Riley                        | David Brule Alec Udell (en)             | Porsche 4,2 L Flat Six Atmo             | 71    | + 9 tours                       |
| 41 Abd. | GTD     | 77 | Wright Motorsports                          | Alan Brynjolfsson Trent Hindman         | Porsche 911 GT3 R                       | 70    | Panne d'essence                 |
| 41 Abd. | GTD     | 77 | Wright Motorsports                          | Alan Brynjolfsson Trent Hindman         | Porsche 4,2 L Flat Six Atmo             | 70    | Panne d'essence                 |
| 42 Abd. | GTP     | 24 | BMW M Team RLL                              | Philipp Eng Augusto Farfus              | BMW M Hybrid V8                         | 55    | Souci technique                 |
| 42 Abd. | GTP     | 24 | BMW M Team RLL                              | Philipp Eng Augusto Farfus              | BMW P66/3 4,0 L V8 Turbo                | 55    | Souci technique                 |
| 43 Abd. | LMP3    | 29 | Jr III Racing                               | Bijoy Garg (en) Colin Noble             | Ligier JS P320                          | 54    | Sortie de piste                 |
| 43 Abd. | LMP3    | 29 | Jr III Racing                               | Bijoy Garg (en) Colin Noble             | Nissan VK56DE 5,6 L V8 Atmo             | 54    | Sortie de piste                 |
| 44 Abd. | GTD     | 57 | Winward Racing                              | Russell Ward (en) Philip Ellis          | Mercedes-AMG GT3 Evo                    | 15    | Casse suspension arrière droite |
| 44 Abd. | GTD     | 57 | Winward Racing                              | Russell Ward (en) Philip Ellis          | Mercedes-Benz M159 6,2 L V8 Atmo        | 15    | Casse suspension arrière droite |
| 45 Abd. | GTP     | 25 | BMW M Team RLL                              | Connor De Phillippi Nick Yelloly        | BMW M Hybrid V8                         | 4     | Contact avec le mur             |
| 45 Abd. | GTP     | 25 | BMW M Team RLL                              | Connor De Phillippi Nick Yelloly        | BMW P66/3 4,0 L V8 Turbo                | 4     | Contact avec le mur             |

## Pole position et record du tour
- Pole position :  Pipo Derani (#31 Whelen Engineering Racing) en 1 min 47 s 730
- Meilleur tour en course :  Filipe Albuquerque (#10 Konica Minolta Acura ARX-06) en 1 min 49 s 676

## Tours en tête
- no 7 Porsche 963 - Porsche Team Penske :  79 tours (1-29 / 31-80)[2]
- no 31 Cadillac V-Series.R - Whelen Engineering Racing Cadillac V-LMDh :  1 tour (30)

## À noter
- Longueur du circuit : 4,048 miles
- Distance parcourue par les vainqueurs : 323,84 miles